# Dannigkow

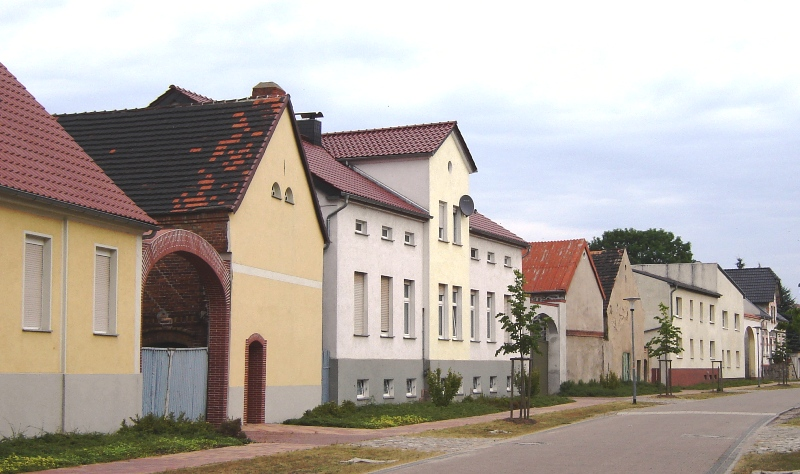
Dannigkow, Friedrichstraße

Dannigkow ist ein Ortsteil der gleichnamigen Ortschaft der Stadt Gommern im Landkreis Jerichower Land in Sachsen-Anhalt.

## Geographie
Er liegt an der Grenze zwischen der Magdeburger Elbaue und dem Westfläming auf 54 Metern über dem Meeresspiegel. Von Norden nach Westen fließt der Elbe-Nebenfluss Ehle durch den Ort. Das Umland ist landwirtschaftlich mit Böden mittlerer Ertragslage geprägt, weiter nach Südwesten beginnt mit der Gommerschen Heide ein größeres Waldgebiet, in dem sich auch das Naherholungszentrum Plattensee befindet. Am Rande der Ortschaft Dannigkow verläuft die Bundesstraße 184, die den Ort mit Gommern verbindet, und auf der die Landeshauptstadt Magdeburg nach 21 Kilometern und die nächste Stadt Zerbst nach 20 Kilometern zu erreichen sind. Östlich von Dannigkow liegt der Ortsteil Kressow.
Naturräumlich gehört der Ort zum Zerbster Land, einer ackergeprägten offenen Kulturlandschaft und 536 km² großen Haupteinheit der übergeordneten Haupteinheitengruppe des Fläming im norddeutschen Tiefland. Das Zerbster Land bildet die Südwestabdachung des Flämings zur Elbe und gehört zum Einzugsgebiet dieses Flusses.

### Gliederung
Die Ortschaft Dannigkow bildet sich durch die Ortsteile Dannigkow und Kressow.

## Geschichte
Der Ortsname, der in schriftlichen Aufzeichnungen erstmals 1142 auftaucht, ist slawischen Ursprungs. Die deutsche Besiedelung hat spätestens im 12. Jahrhundert begonnen, denn aus dieser Zeit stammt die Dorfkirche. Neben der Landwirtschaft waren die südlich des Ortes gelegenen Steinbrüche von großer Bedeutung. Sowohl das Kloster in Plötzky, wie die Pfarrkirche in Leitzkau als auch die Burg in Gommern wurden mit Bruchsteinen aus Dannigkow errichtet. Bis 1808 gehörte der Ort zum kursächsischen Amt Gommern, das eine Enklave im Magdeburgischen bildete. Danach war Dannigkow für sechs Jahre Teil des französischen Brückenkopfes östlich der Elbe, nachdem Sachsen das Amt Gommern an das Königreich Westphalen abgetreten hatte. Während der Befreiungskriege gegen Napoleon war das Dorf am 5. April 1813 einer der Schauplätze der Ehleschlacht. Nach erbittertem Kampf um jedes Haus konnten die verbündeten preußisch-russischen Truppen die im Ort verschanzten Franzosen vertreiben und so für einen ersten Erfolg im Kampf um die Befreiung von der napoleonischen Herrschaft sorgen. An das Gefecht erinnert noch heute ein Gedenkstein vor dem Dannigkower Rathaus. Im Roman „Der Katzensteg“ von Hermann Sudermann wird im II., VI. und VII. Kapitel Dannigkow als Ort und Kirche genannt, wo sich preußische Freiwillige vor der Schlacht zusammenfanden und sich gegenseitig Treue schworen.
Zum Ende des 19. Jahrhunderts hatte die Arbeit in den Dannigkower Steinbrüchen ihren Höhepunkt erreicht. Es waren elf Steinbruchunternehmen tätig, die teilweise mit Dampfmaschinen arbeiteten. Zu dieser Zeit lebten 610 (1910) Menschen im Ort. Am 15. Oktober 1963 stellte der letzte Betrieb seine Tätigkeit ein, und die Steinbrüche wurden geflutet. Der größte der neu entstandenen Seen erhielt den Namen Plattensee und wurde zum Zentrum eines Naherholungsgebietes mit Campingplatz. 1964 hatte Dannigkow 845 Einwohner.
Die günstige Verkehrslage und die reizvolle Umgebung ließen Dannigkow nach der deutschen Wiedervereinigung weiter anwachsen. Südöstlich der Bundesstraße entstanden neue Wohngebiete mit mehr als achtzig Eigenheimen und Mehrfamilienhäusern. Zum 1. Januar 2005 wurde Dannigkow in die Stadt Gommern eingemeindet.

## Politik

### Bürgermeister
Als Ortschaft der Stadt Gommern übernimmt ein so genannter Ortschaftsrat die Wahrnehmung der speziellen Interessen des Ortes innerhalb bzw. gegenüber den Stadtgremien. Er wird aus sieben Mitgliedern gebildet. Als weiteres ortsgebundenes Organ fungiert der Ortsbürgermeister, dieses Amt wird zurzeit von Heinz-Hellmer Wegener (CDU) wahrgenommen.

### Wappen
| | Blasonierung: „In Grün zwei silberne Wellenbalken.“ |
| Wappenbegründung: Die Farben des Ortes sind Weiß (Silber) - Grün. Das Wappen knüpft mit den Wellenbalken an die umliegenden Seen und mit der Tinktur Grün des Schildes an seine Lage inmitten des Waldes an. Das Wappen wurde vom Heraldiker Jörg Mantzsch aus Magdeburg gestaltet und am 15. September 1995 durch das Regierungspräsidium Magdeburg genehmigt. |                                                     |

### Flagge
Die Flagge wurde am 14. Oktober 1997 durch das Regierungspräsidium Magdeburg genehmigt.
Die Flagge ist weiß - grün gestreift (Hissflagge: Streifen von oben nach unten, Querflagge: Streifen von links nach rechts verlaufend) mit dem aufgelegten Wappen der Gemeinde.

## Sehenswürdigkeiten
Die im 12. Jahrhundert aus Bruchsteinen errichtete, heute evangelische Sankt-Jakobi-Kirche liegt etwas versteckt auf einem Grundstück an der nördlichen Seite der Friedrichstraße. Bemerkenswert ist auch der bereits erwähnte Gedenkstein für das Ereignis von 1813.

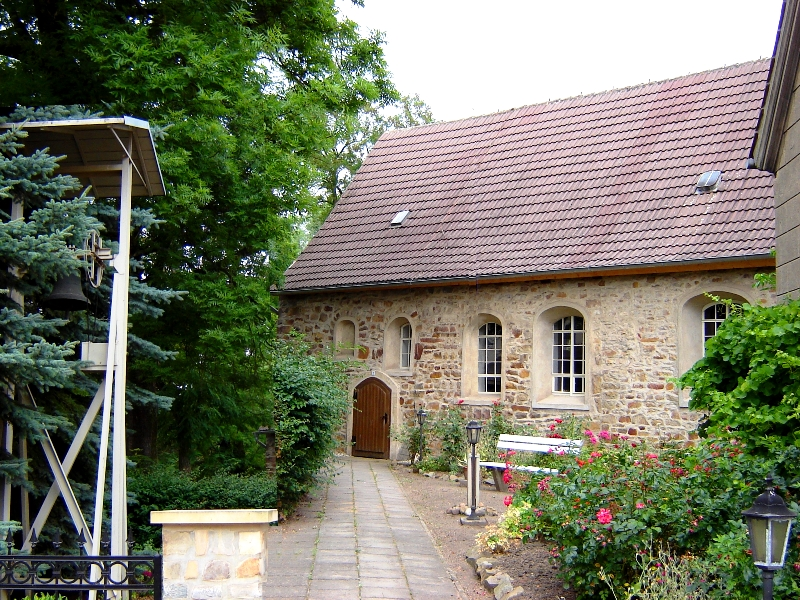
St.-Jakobi-Kirche
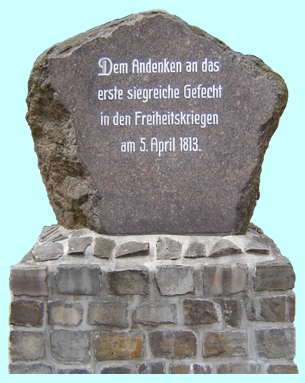
Gedenkstein 1813